# Joel Rufino dos Santos
Joel Rufino dos Santos (Rio de Janeiro, 19 de junho de 1941 – Rio de Janeiro, 4 de setembro de 2015) foi um historiador, professor e  escritor brasileiro, tendo sido um dos nomes de referência sobre o estudo da cultura africana no país. Sua família é de origem pernambucana. No futebol era torcedor do Botafogo e no samba da escola de samba Estação Primeira de Mangueira.
Nascido no bairro de Cascadura, cresceu apreciando a leitura de histórias em quadrinhos. Em suas próprias palavras:
| “ | Como tantos escritores eu tive alguém, na infância, que me viciou em histórias. Lia gibis escondido, o que, possivelmente, ampliou o seu fascínio. E a Bíblia, ao invés de tomá-la como livro sagrado, tomei-a como livro maravilhoso de histórias, e como manual de estilo. Tudo se passou em Cascadura e Tomás Coelho, subúrbios antigos do Rio, onde se pode ser feliz ou infeliz como em qualquer lugar. | ” |

Ainda em suas palavras, sobre as obras importantes na sua formação:
| “ | Filho nativo, de Richard Wright; Casa Grande & Senzala, de Gilberto Freire; O Ateneu, de Raul Pompéia; Terras do Sem-Fim, de Jorge Amado; O escravo, de Hall Caine; O Tempo e o Vento, de Érico Veríssimo; o Manifesto comunista, de Marx e Engels … A lista é comprida. O decisivo não é o livro em si, mas a altura da vida em que você o lê. Esses foram os do começo da minha juventude. | ” |

Joel Rufino dos Santos escreveu em parceria com outros autores revistas e livros tendo os negros como atores principais, obras voltadas para crianças e adolescentes também foi um dos autores da Coleção História Nova  que tentava revolucionar o ensino de História com olhares marxistas porém dos dez títulos previstos apenas cinco foram publicados interrompido pelo início da ditadura empresarial-militar no ano de 1964, foi exilado por suas idéias políticas contrárias à ditadura militar então em vigor no país. Morou algum tempo na Bolívia, sendo detido quando de seu retorno ao Brasil (1973).
Doutor em Comunicação e Cultura pela Universidade Federal do Rio de Janeiro (UFRJ), onde lecionou Literatura, como escritor tem extensa obra publicada: livros infantis, didáticos, paradidáticos e outros. Trabalhou como colaborador nas minisséries Abolição, de Walter Avancini, transmitida pela TV Globo (22 a 25 de novembro de 1988) e República (de 14 a 17 de novembro de 1989).
Escritor premiado, já ganhou por duas vezes o Prêmio Jabuti de Literatura, o mais importante no país, e foi duas vezes finalista do Prêmio Hans Christian Andersen, o “Nobel” da literatura infantojuvenil. .
Faleceu no dia 04 de setembro de 2015, em razão de complicações de uma cirurgia cardíaca realizada três dias antes. Nessa época, ocupava o cargo de Diretor de Comunicação (DGCOM) do Tribunal de Justiça do Rio de Janeiro. Foi subtitular da Secretaria Extraordinária de Defesa e Promoção das Populações Negras do Estado do Rio de Janeiro e subsecretário estadual de Direitos Humanos do Estado do Rio de Janeiro, entre ouros cargos. Presidiu a Fundação Cultural Palmares do Ministério da Cultura, coordenou o projeto A Rota dos Escravos, da Unesco. Em 1997, recebeu a Medalha de Honra Rio Branco, do Itamaraty. 